# Kiyotaka Takabayashi
Kiyotaka Takabayashi (japanisch 高林 清高 Takabayashi Kiyotaka; * 10. Juli 1928 in Shimosuwa, Suwa, Nagano) ist ein ehemaliger japanischer Eisschnellläufer.
Takabayashi startete international erstmals in der Saison 1951/52 und belegte bei den Olympischen Winterspielen 1952 in Oslo den 34. Platz über 1500 m sowie den sechsten Rang über 500 m. Bei der Mehrkampf-Weltmeisterschaft 1954 in Sapporo lief er auf den 19. Platz im Großen Vierkampf. Letztmals international startete er in der Saison 1955/56, wo bei er bei den Olympischen Winterspielen 1956 in Cortina d’Ampezzo den 30. Platz über 500 m errang. Sein bestes Ergebnis bei japanischen Mehrkampfmeisterschaften erreichte er im Jahr 1951 mit dem dritten Platz.

## Persönliche Bestleistungen
| Disziplin | Zeit        | Datum           | Ort       |
| --------- | ----------- | --------------- | --------- |
| 500 m     | 43,3 s      | 7. Februar 1956 | Tønsberg  |
| 1000 m    | 1:34,0 min  | 3. Februar 1956 | Wien      |
| 1500 m    | 2:30,5 min  | 3. Februar 1952 | Oslo      |
| 3000 m    | 5:32,6 min  | 20. Januar 1952 | Östersund |
| 5000 m    | 9:44,7 min  | 16. Januar 1954 | Sapporo   |
| 10.000 m  | 23:00,0 min | 1. Februar 1947 | Koumi     |